# Dubai One
Dubai One (vroeger CH33, daarna One TV) is een Engels gesproken 24 uur per dag free-to-air-televisiezender van Dubai Media Incorporated beschikbaar in het Midden-Oosten en Noord-Afrika. Het is opgezet op 23 december 2004. De zender richt zich met name op de gebeurtenissen in en rond de stad Dubai in de Verenigde Arabische Emiraten.

## Geschiedenis
De zender werd opgezet als vervanging van Channel 33. Dubai One werd op 24 december 2004 voorzien van een nieuwe naam met een gloednieuwe programmering gericht op de expat gemeenschap en verwesterde Arabieren.

## Eigen programma's
De zender zendt een verscheidenheid van zelfgemaakte producties uit waaronder Studio One, Out & About This Week, Emirates 24/7, Thats Entertainment met Marwan (DJ BLISS) en Understanding Islam.
Eerdere producties zijn Her Say, Bonds for Life, World of Sports, Dubai 101, Emirati, Twenty Something and City Wrap.